# Toktogul Satilganov
Toktogul Satilganov (en kirghize : Токтогул Сатылган уулу (Toktogoul Satylgane ououlou) ; en russe : Токтогул Сатылганов (Toktogoul Satylganov)), né à Kouchtchoussou (devenue Toktogul) en 1864 et décédé en 1933, est un poète et chanteur kirghize.

## Biographie
Satylganov était le plus réputé des Kyrgyz Akyns — des poètes et des chanteurs improvisant dans la musique kirghize. Sa gloire atteignit son apogée pendant l'ère soviétique où ses travaux ont été promus par l'État. Il était alors connu partout au Kirghizistan simplement comme « Toktogul ».
Cette distinction a été fondée principalement sur ses travaux dans l'ère pré-révolutionnaire qui ont été interprétés comme la réflexion sur la lutte des classes. Les interprétations modernes, pourtant, suggèrent qu'ils étaient plus portés sur les rivalités de clan. En dépit de cela, il accueillit la révolution, en écrivant « Quelle femme a pu donner naissance à une personne comme Lénine ? »
Après la dislocation de l'Union soviétique, Toktogul est resté populaire parmi les artistes kirghizes et de nombreuses rues, parcs, écoles et même sa ville natale portent son nom.